# 巴拉斯行動
巴拉斯行动（英語：Operation Barras）是英國陸軍於2000年9月10日執行的一次軍事行动。此時恰逢塞拉利昂内战后期，这次行动的目的是解救被一個名叫西部男孩的民兵团体所扣押的五名皇家愛爾蘭團英国士兵及其塞拉利昂军联络官。
最初共有12名士兵被西部男孩扣押，英國首先選擇談判，有6名士兵被释放，不過後來西部男孩的要求越来越不切实际，以至於英方的谈判人员认为，西部男孩開始採取拖延战术，他們根本不在乎解决人質危机。截至9月9日，英國士兵们已经被关押了两个多星期。英国政府担心这些士兵会被杀死或被转移到一个更难救出他们的地方，因此授权英國軍隊在9月10日黎明对西部男孩的基地发动攻击。
此次行动最終成功解救了5名士兵以及被西部男孩囚禁的21名塞拉利昂平民。至少有25名西部男孩成員在英方發動的袭击中丧生，还有一名英国士兵被打死，包括18名西部男孩头目在內的18名西部男孩成員被俘，后来這些人被移交给塞拉利昂警察关押。许多西部男孩在英方發動袭击期间逃离自己的基地，在此後的两周内，有300多名西部男孩成員陸續投降。